# Aeropuerto de La Unión
El Aeropuerto de La Unión (IATA: LUI, OACI: MHCR), también conocido como el Aeropuerto de Carta, es un aeródromo que sirve a la ciudad de La Unión en el Departamento de Olancho en Honduras.
El aeródromo está ubicado a dos kilómetros al noreste de la ciudad de La Unión y tiene una pista de aterrizaje de césped. En dirección hacia el oeste y noreste del aeródromo hay terreno elevado con una colina justo al norte de la pista.
El VOR-DME de El Bonito (Ident: BTO) está ubicado a 80,4 kilómetros al norte-noroeste del aeropuerto. La baliza no direccional de La Ceiba (Ident: LCE) está ubicada a 81,3 kilómetros al norte-noroeste del aeropuerto.